# Red Bull Arena (Lipcse)
A Red Bull Arena korábban Zentralstadion egy labdarúgó-stadion Németországban, Szászország területén Lipcsében az egykori Kelet-Németország területén. Kelet-Németország egyik legnagyobb labdarúgó-stadionja, ahol labdarúgás mellett koncerteket is rendeznek. Különböző lipcsei csapatok használták, mint hazai stadion, beleértve a VfB Leipzig (1. FC Lokomotive Leipzig ) a 20. században (beleértve több európai mérkőzésekkel, 1970 és 1990 között). 2004-2007 között a FC Sachsen Leipzig használta a stadiont, majd a 2008-09-es szezontól már a Alfred-Kunze-Sportpark-ban játszották.
2009-ben a Red Bull megvásárolta a SSV Markranstädt és átnevezte RasenBallsport Leipzig névre. A megvásárlás után a Zentralstadion-t átnevezték "Red Bull Arena" névre. 2010. március 25-én kezdték meg az átnevezést, ami 10 évre szól, azaz 2010 júliusától egészen 2020 júliusáig. A csapat felújította a stadiont, korszerűsítette.
A 2010-11-es szezon elején a Hallescher FC stadionjában a Kurt-Wabbel Stadionban játszottak néhány hazai mérkőzést, mivel a Red Bull Arena felújítás alatt állt. Ezek a lépések azért voltak fontosak, hogy biztosítsák a következő szezonra a licencet a Német labdarúgó-szövetség részéről.

## Történelem

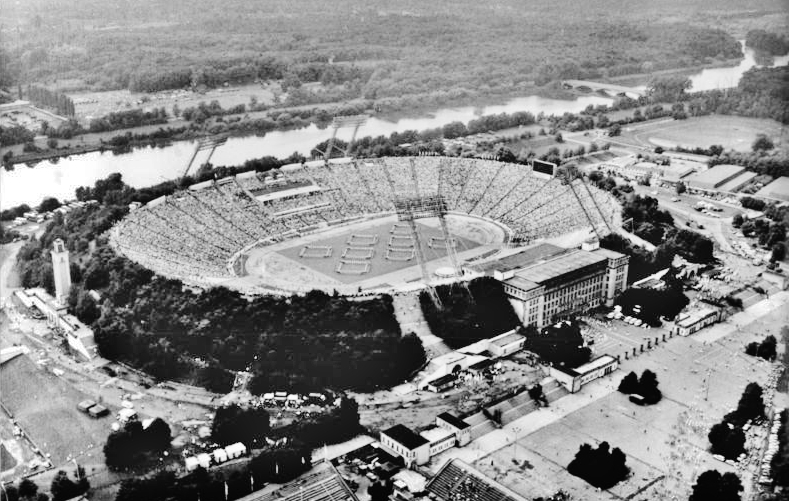
A Zentralstadion 1987-ben.

1956-ban épült meg az első Zentralstadion, ez volt Európa legnagyobb stadionja, ami képes volt 100 ezer nézőt befogadni. Az évek során csökkent a nézettség és nehezen tudták fenntartani. 1997-ben Lipcse város vezetése úgy döntött, hogy az új és a régi stadiont csak a labdarúgásra használják. 2000 decemberétől egészen 2004-ig épült az új stadion. Az új stadionban az első nemzetközi mérkőzést a 2005-ös konföderációs kupán játszották.
Az építési költség 90 millió euró volt, amelyből a szövetségi kormány 51 millió euróval járult hozzá. A Konföderációs kupa rendezése pedig mintegy 12 millió euróval járult a projekthez.
Michael Kölmel egy erős befektetőt keresett ekkor a városba, hogy erősítse a lipcsei labdarúgást. 2009-ben A Red Bull révén ez sikerült, és létrejött a RB Leipzig. A Red Bull a stadion névhasználati jogát is megszerezte a csapattal együtt.
2010. július 1-je óta 30 évre megszerezte a Red Bull GmbH a névhasználati jogokat a lipcsei városi tanácstól. Július 24-én avatták fel a stadiont a Schalke 04 elleni barátságos mérkőzéssel, amit a német együttes nyert meg 2-1-re. 2015-ben újabb korszerűsítéseket végeztek a stadionban, 44 345-ről csökkentett az ülőhelyek számát 42 959-re, VIP részeket hoztak létre, valamint nagyobb helyeket hagytak szabadon. 2016. december 22-én a Red Bull megvásárolta a Zentralstadiont és a hozzá tartozó létesítményeket. Oliver Mintzlaff, a klub ügyvezető igazgatója elmondta, a tervek szerint 57 ezresre bővítik a jelenleg mintegy 43 ezer néző befogadására alkalmas stadiont.
A Zentralstadion volt Kelet-Németországban az egyetlen stadion, ahol mérkőzést rendeztek a 2006-os labdarúgó-világbajnokságon. 4 csoportmérkőzésnek és egy mérkőzésnek adott otthont a nyolcaddöntőből. A 2005-ös konföderációs kupa 3 csoportkör mérkőzését és a bronzmérkőzést is itt került megrendezésre. 2005 óta rendszeres házigazdája a német ligakupa döntőjének.

## 2005-ös konföderációs kupa
A stadion az egyik helyszín volt az 5 stadionból a 2005-ös konföderációs kupán.
| Dátum            | Csapat 1    | Eredmény           | Csapat 2    | Forduló       |
| ---------------- | ----------- | ------------------ | ----------- | ------------- |
| 2005. június 16. | Brazília    | 3–0                | Görögország | B csoport     |
| 2005. június 21. | Ausztrália  | 0–2                | Tunézia     | A csoport     |
| 2005. június 29. | Németország | 3–3 4–3 (büntetők) | Mexikó      | Bronzmérkőzés |

## 2006-os labdarúgó-világbajnokság
A stadion az egyik helyszíne volt a 2006-os labdarúgó-világbajnokságnak és egyetlen a Kelet-Németország részén.
| Dátum            | Idő (CEST) | Csapat 1              | Eredmény           | Csapat 2  | Forduló      | Nézők  |
| ---------------- | ---------- | --------------------- | ------------------ | --------- | ------------ | ------ |
| 2006. június 11. | 15:00      | Szerbia és Montenegró | 0–1                | Hollandia | C csoport    | 37,216 |
| 2006. június 14. | 15:00      | Spanyolország         | 4–0                | Ukrajna   | H csoport    | 43,000 |
| 2006. június 18. | 21:00      | Franciaország         | 1–1                | Dél-Korea | G csoport    | 43,000 |
| 2006. június 21. | 16:00      | Irán                  | 1–1                | Angola    | D csoport    | 38,000 |
| 2006. június 24. | 21:00      | Argentína             | 2–1 (Hosszabbítás) | Mexikó    | Nyolcaddöntő | 43,000 |

## Egyéb
Az arénában több nagy koncertet is rendeztek, olyan előadók számára, mint Tina Turner (2000), Paul McCartney (2004), Herbert Grönemeyer (2007, 2011), Genesis (2007), Bon Jovi (2008), Depeche Mode (2009, 2013), AC/DC (2009, 2016), Mario Barth (2011), Coldplay (2012, 2016) Bruce Springsteen & The E Street Band (2013) és a Helene Fischer (2015) játszott a stadionban a közel múltban.